# KFC Eendracht Louwel
De Koninklijke Football Club Eendracht Louwel is een Belgische voetbalclub uit Louwel. De clubkleuren zijn blauw en geel.

## Geschiedenis
Eendracht Louwel is aangesloten bij de  Koninklijke Belgische Voetbalbond (KBVB) met stamnummer 6921 en werd in 1966 opgericht om de voetballers van het dorp samen te brengen tot één ploeg.  Een jaar later begon de club in de laagste reeks (toen Derde provinciale), maar in 1973 promoveerde de club naar Tweede provinciale - het hoogste niveau waar de mannenploeg tot op heden geraakt is.
In 2012 werd Damesvoetbal Opglabbeek geïntegreerd in de werking. De club was reeds enkele jaren actief of 't Heike. Vanaf seizoen 2012-'13 speelt deze damesvoetclub onder de naam Damesvoetbal Eendracht Louwel.
Een plan om tot een grote lokale fusieclub te komen door samen te gaan met K. Kabouters Opglabbeek en SK Nieuwe Kempen ging in 2015 niet door, omdat Eendracht Louwel afzag van de fusie. In april 2016 verkreeg de club de titel Koninklijke.

## Competitie
De eerste damesploeg speelde in de Tweede klasse tot 2020 en nadien nog een aantal jaren in Eerste Provinciale, maar brengt geen ploeg meer in competitie in het seizoen 2023/24. 

De mannen spelen in de Derde Provinciale reeks van de provincie Limburg.

## Erelijst

### Mannen
Derde provinciale: 3x kampioen (1973, 1989, 2019)
Vierde provinciale: 3x kampioen (1986, 2004, 2008)
Beker van Midden-Limburg: 2x bekerwinnaar (1974, 1992)

## Seizoenen

### Vrouwen
| Seizoen | Reeks                | Niveau | Plaats | Punten | Beker        | Opmerkingen                            |
| ------- | -------------------- | ------ | ------ | ------ | ------------ | -------------------------------------- |
| 2012/13 | Tweede klasse        | 3      | 4      | 32     | 1/16e finale | Eerste seizoen als DV Eendracht Louwel |
| 2013/14 | Tweede klasse        | 3      | 4      | 36     | Vierde ronde |                                        |
| 2014/15 | Tweede klasse        | 3      | 8      | 33     | Tweede ronde |                                        |
| 2015/16 | Tweede klasse        | 3      | 3      | 45     | Vierde ronde |                                        |
| 2016/17 | Tweede klasse B      | 3      | 9      | 37     | Derde ronde  |                                        |
| 2017/18 | Tweede klasse B      | 3      | 9      | 35     | Derde ronde  |                                        |
| 2018/19 | Eerste Prov. Limburg | 4      | 1      | 64     | Derde ronde  |                                        |
| 2019/20 | Tweede klasse B      | 3      | 11     | 14     | Eerste ronde |                                        |
| 2020/21 | Eerste Prov. Limburg | 4      | -      | -      | -            | Seizoen geschrapt wegens Covid-19      |
| 2021/22 | Eerste Prov. Limburg | 4      | 2      | 46     | Derde Ronde  |                                        |
| 2022/23 | Eerste Prov. Limburg | 4      | 5      | 29     | Voorronde    | laatste seizoen van de damesploeg      |